# Batalla de Bizancio

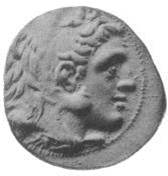
Moneda con la efigie de Antígono Monóftalmos

La batalla de Bizancio la disputaron durante las guerras de los diádocos de Alejandro Magno el general Antígono Monóftalmos y Clito el Blanco. Duró dos días y se libró cerca de Bizancio, en el Helesponto en el 317 a. C. y concluyó con una rotunda victoria del primero.

## Antecedentes
La muerte de Alejandro Magno en el 323 a. C. desató la disensión entre sus generales, que se disputaron su imperio. La tensión se transformó pronto en guerra, en la que cada general trató de adueñarse de una porción del vasto imperio. Uno de los más capaces era Antígono Monóftalmos, llamado así por haber perdido un ojo en un asedio. El segundo reparto del imperio se llevó a cabo mediante el Pacto de Triparadiso del 321 a. C., que se acordó al concluir la primera guerra de los Diádocos, contra Pérdicas. En este se estipuló que Antípatro sería el nuevo regente del imperio y que Antígono quedaría como strategos de Asia, encargado de eliminar los restos del partido de Pérdicas. Antígono asumió el mando del ejército real y, tras recibir refuerzos del ejército europeo fiel a Antípatro, marchó contra sus enemigos en Asia Menor. Marchó A Capadocia en el 219 a. C., donde batió a Eumenes en la batalla de Orkynia. Este se refugió en la fortaleza de Nora, donde lo sitió Antígono, que dejó el asedio en manos de uno de sus lugartenientes para dirigirse contra los demás partidarios del difunto Pérdicas, a los que venció en la batalla de Cretópolis. Antípatro, coligado con Antígono, murió de viejo (tenía por entonces ochenta y tres años) ese año y dejó la regencia a Poliperconte. Antígono no aceptó la autoridad de este y formó una liga con Casandro, Tolomeo y Lisímaco para enfrentarse a él. Expulsó a Clito el Blanco de su satrapía de Lidia en el 318 a. C. Clitó huyó a refugiarse con Poliperconte y este le entregó una gran flota y lo envió al Helesponto a principios del verano del 317 a. C.

## Preludio
Antígono había pasado el otoño y el invierno del 318 a. C. en Asia Menor occidental consolidando su posición y reuniendo una flota. Despachó a Nicanor con una escuadra de entre cien y ciento treinta barcos para enfrentarse a Clito en el Helesponto mientras él marchaba allí por tierra con un ejército. Clito estaba ya en el Helesponto con una flota ligeramente mayor.

## Las batallas
Las dos flotas chocaron cerca de Bizancio y Clito se alzó con la victoria: privó a Nicanor de setenta naves entre las que le hundió, le averió y le arrebató; el resto se retiró a Calcedonia, donde se reunió con Antígono y su ejército. Antígono ordenó a los sesenta navíos que aún conservaba que se aprestasen para reanudar las hostilidades, y embarcó en ellos a tropas selectas, las más leales. Mientras, los bizantinos transportaron a sus arqueros, honderos y peltastas a Europa, donde se hallaban acampadas las tropas de Clito. Al amanecer del día siguiente, Antígono atacó por tierra y mar y sorprendió por completo al enemigo, cuyas fuerzas cayeron muertas o fueron apresadas casi sin excepción.

## Consecuencias
No obstante, Clito escapó con un único barco, pero tuvo que embarrancarlo y tratar de alcanzar Macedonia por tierra. Fue capturado y muerto por algunos soldados fieles a Lisímaco. Esta victoria realzó la reputación militar de Antígono: era la tercera seguida que obtenía y le permitió librarse de la amenaza de Peliperconte en Asia. Partió de inmediato a enfrentarse a Eumenes, que le causaba problemas en Cilicia, Siria y Fenicia.